# Deropeltis triimpressa
Deropeltis triimpressa es una especie de cucaracha del género Deropeltis, familia Blattidae.

## Distribución
Esta especie se encuentra en Santo Tomé y Príncipe.